# Мацієвська Софія Богданівна
Софія Богданівна Мацієвська (3 вересня 2004 ) — українська плавчиня-синхроністка, чемпіонка світу.

## З життєпису
Представляє команду Харківської області.
У 2019 році виступила на юнацькому чемпіонаті світу, де посіла друге місце в довільній програмі комбінації. 
Наступного року дебютувала за національну збірну в Світовій серії з артистичного плавання. На змаганнях у Парижі здобула золоту медаль в довільній програмі комбінації та хайлайті.
У 2022 році дебютувала на дорослому чемпіонаті світу, де стала чемпіонкою світу в довільній програмі комбінації та гайлайті. Спортсменка також увійшла до складу груп, але у технічній програмі українська команда не вийшла на старт, а у довільній програмі виграла срібну медаль.